# Ålands skärgård (ekonomisk region i Finland)
Ekonomiska regionen Ålands skärgård är en av ekonomiska regionerna i självstyrda landskapet Åland i Finland. Den består av sex kommuner i den skärgården med samma namn öster om huvudön Fasta Åland.
Folkmängden i regionen uppgick den 31 december 2023 till 2 046 invånare, regionens totala areal utgjordes av 7 458,2 kvadratkilometer och därav utgjordes landytan av 535,4  kvadratkilometer. I Finlands NUTS-indelning representerar regionen nivån LAU 1 (f.d. NUTS 4), och dess nationella kod är 213. Regionen saknar en finskspråkig namnform.

## Medlemskommuner i ekonomiska regionen
Ekonomiska regionen Ålands skärgård omfattar följande sex kommuner:
- Brändö kommun
- Föglö kommun
- Kumlinge kommun
- Kökar kommun
- Sottunga kommun
- Vårdö kommun

Kommunernas språkliga status är enspråkigt svenska.

### Befolkningsutveckling
| Befolkningsutvecklingen i Ålands skärgård 1910–2020             | Befolkningsutvecklingen i Ålands skärgård 1910–2020 | Befolkningsutvecklingen i Ålands skärgård 1910–2020 | Befolkningsutvecklingen i Ålands skärgård 1910–2020 | Befolkningsutvecklingen i Ålands skärgård 1910–2020 |
| --------------------------------------------------------------- | --------------------------------------------------- | --------------------------------------------------- | --------------------------------------------------- | --------------------------------------------------- |
|                                                                 |                                                     |                                                     |                                                     |                                                     |
| År                                                              |                                                     |                                                     | Folkmängd                                           |                                                     |
| 1910                                                            | 1910                                                |                                                     | 5 803                                               |                                                     |
| 1920                                                            | 1920                                                |                                                     | 5 674                                               |                                                     |
| 1930                                                            | 1930                                                |                                                     | 5 209                                               |                                                     |
| 1940                                                            | 1940                                                |                                                     | 4 944                                               |                                                     |
| 1950                                                            | 1950                                                |                                                     | 4 531                                               |                                                     |
| 1960                                                            | 1960                                                |                                                     | 3 783                                               |                                                     |
| 1970                                                            | 1970                                                |                                                     | 2 785                                               |                                                     |
| 1980                                                            | 1980                                                |                                                     | 2 452                                               |                                                     |
| 1990                                                            | 1990                                                |                                                     | 2 415                                               |                                                     |
| 2000                                                            | 2000                                                |                                                     | 2 348                                               |                                                     |
| 2010                                                            | 2010                                                |                                                     | 2 262                                               |                                                     |
| 2020                                                            | 2020                                                |                                                     | 2 068                                               |                                                     |
| Anm: Uppgifterna avser förhållandena den 31 december nämnda år. |                                                     |                                                     |                                                     |                                                     |